# عفت شریعتی کوهبنانی
عفت شریعتی کوه بنانی، (متولد ۱۳۳۱) نماینده مجلس شورای اسلامی در دوره یازدهم از حوزه انتخابیه زرند و کوهبنان است. وی پیشتر نماینده حوزه انتخابیه مشهد و کلات در دوره‌های هفتم و هشتم مجلس شورای اسلامی نیز بوده‌است. همچنین وی مشاور وزیر فرهنگ و ارشاد اسلامی و مشاور استاندار خراسان در امور بانوان بوده‌است. در طول جنگ ایران و عراق نیز نویسندگی برنامه‌های صدا و سیما را به عهده داشته‌است. او نماینده وزیر علوم تحقیقات و فناوری در دانشگاه فردوسی مشهد بود. وی از سال ۱۳۹۶ مشاور محسن اراکی دبیرکل مجمع جهانی تقریب مذاهب اسلامی و مدیرکل امور بانوان مجمع جهانی تقریب بود نماینده مجمع جهانی تقریب مذاهب اسلامی در شرق کشور بوده است. قائم مقام جامعه زینب کل کشور و دبیر جامعه زینب مشهد از جمله مسئولیت‌های حزبی او در گذشته است. وی در حال حاضر عضو کمسیون اقتصادی مجلس شورای اسلامی است.

### دکتری جعلی
در خلال بررسی شرکت‌های فروش مدرک تحصیلی به مجموعه داده‌ای از خریداران مدارک تقلبی، اطلاعات عفت شریعتی هم در آن داده‌ها منتشر شد. محمد جرجندی وی را متهم به خرید مدرک دکتری مدیریت آموزشی (Educational Management) از «دانشگاه جعلی نیویورک NIUTM» کرد. در واکنش به این خبر، خانم شریعتی با گفتن این که هیچ مدرک دکتری‌ای ندارد، خرید مدرک تقلبی را تکذیب کرد:
«این موضوع کذب محض است. من با مدرک کارشناسی ارشد عرفان اسلامی و کارشناسی ارشد مدیریت در انتخابات شرکت کردم و این موضوع صحت ندارد. من اصلاً مدرک دکتری ندارم.»— عفت شریعتی در واکنش به جعلی بودن مدرک دکتری‌اش، 
این در حالی است که شریعتی در تبلیغات انتخاباتی‌اش و پیش‌تر توسط رادیو تلویزیون ایران «دکتر مدیریت» خطاب شده‌است؛ و همچنین در پوستر رسمی انتخاباتی‌اش مدارک «دکتری مدیریت و دی‌بی‌ای مدیریت» نوشته شده بوده. باشگاه خبرنگاران جوان از او به عنوان فردی با مدرک «دکتری مدیریت آموزشی از دانشکده مدیریت» یاد کرده‌است.

### نمایندگی مجلس
وی دوره ششم مجلس نفر نهم، در دوره هفتم نفر پنجم (به مجلس راه یافت)، و در دوره هشتم با ۵۰ هزار رای بیشتر از سوی مردم مشهد و کلات به مجلس شورای اسلامی راه یافت؛ و در مجلس نهم به مرحله دوم انتخابات راه یافت و در این مرحله بین ۴ کاندیدا نفر سوم شد. وی در سال ۱۳۹۸ با شرکت در یازدهمین دوره انتخابات مجلس شورای اسامی در زادگاهش، توانست با کسب ۶۵ درصد آراء به‌عنوان نخستین زن در استان کرمان، نماینده شهرهای زرند و کوهبنان شود.
از جمله فعالیت‌های وی در دوره‌های هفتم و هشتم مجلس شورای اسلامی، ایجاد طرح ردیف بودجه مستقل شهر مشهد است، اخذ دستور انتقال آب سد دوستی به شبکه آب مصرفی مشهد از رئیس‌جمهور، طرح افزایش مرخصی زایمان، طرح سهم الارث زنان از عرصه و اعیان اخذ دستور رئیس‌جمهور و وزیر راه و ترابری و پیگیری در تأسیس و ساخت فرودگاه حجاج مشهد، ایده و پیگیری و اخذ دستور مبنی بر ایجاد، ترمیم و بازسازی جاده‌ها و راه‌های مختلف پیرامون مشهد و کلات… اشاره نمود

## سخنرانی در سازمان ملل
عفت شریعتی در سال ۲۰۰۶ برابر با ۱۳۸۵ شمسی از سوی جمهوری اسلامی ایران جهت نطق در مقر سازمان ملل متحد در ژنو حاضر شد و سخنرانی با موضوع حقوق بشر در اسلام و ایران را به دلیل ایجاد مشکل در سیستم ترجمه فارسی اجلاس، به زبان عربی ایراد نمود.

## والدین
پدر وی محمدحسن شریعتی از مبارزان علیه حکومت پهلوی، سخنران و از دعوت کنندگان مردم مشهد به قیام علیه محمدرضا پهلوی- که منجر به دستگیری و زندانی شدن وی توسط ساواک گردید و پدربزرگ وی محمدحسن میرجهانی که در کنار محمدباقر مجلسی به خاک سپرده شده‌است.
احمد علم الهدی امام جمعه مشهد پیش از ادای نماز میت بر پیکر محمد حسن شریعتی گفت که در زمان حکومت پهلوی با وی هم سلولی بوده‌است. مزار وی در حرم علی‌بن موسی‌الرضا می‌باشد.

### تشیع جنازه پدر
در مراسم تشییع پیکر پدرش که در ۲ دی ماه ۱۳۹۰ درگذشت، مردم مشهد و کلات و چهره‌های شاخص سیاسی و مذهبی کشور و استان خراسان حضور داشتند.
از جمله مسئولینی که در مراسم تشییع و ترحیم پدر عفت شریعتی کوهبنانی حضور داشتند یا پیام تسلیت ارسال نمودند می‌توان به علی لاریجانی رئیس مجلس شورای اسلامی، محمدباقر قالیباف شهردار تهران، احمد علم‌الهدی امام جمعه مشهد، حمیدرضا حاجی‌بابایی وزیر وقت آموزش و پرورش، عباس واعظ طبسی تولیت آستان قدس رضوی، عزالدین زنجانی، شیرازی، جعفری امام جمعه کرمان، محمود صلاحی استاندار خراسان رضوی، رشید استاندار خراسان جنوبی، محمد پژمان شهردار مشهد، ریاست و معاونین سازمان صداوسیما، راشد یزدی، واعظ موسوی، مدیران کل آموزش و پرورش، تأمین اجتماعی، بازرگانی، کار، ورزش و جوانان، اطلاعات، راه و شهرسازی، نوسازی مدارس، معاونین وزرات علوم، ادارت کل خراسان رضوی و مشهد، سردار موحدیان فرماندار مشهد، سردار امیری مقدم فرمانده نیروی انتظامی خراسان رضوی، روسای کلانتری‌های مشهد، دانشگاه فردوسی مشهد، شهردار منطقه ۱۲ تهران، قاضی زاده و آرین منش نمایندگان مشهد در مجلس شورای اسلامی، سبحانی نیا عضو هیئت رئیسه مجلس شورای اسلامی و اکثر مقامات و مسئولان ایران اشاره کرد.

## شعر و نویسندگی
وی دارای چند مجموعه شعر بوده و در سبک‌های کلاسیک از جمله غزل، قصیده و همچنین سبک‌های معاصر مانند شعر نیمایی آثاری را سروده‌است. «باز هم از تو سخن می‌گویم» و «نقد حال» نام دو مجموعه اشعار وی می‌باشد. همچنین نامه‌ها، مقالات و سفرنامه‌های او در کتابی با عنوان «در رگ تاک» به چاپ رسیده‌است. مجموعه دو جلدی «زندگی در پرتو ایمان» از دیگر آثار اوست که با رویکرد تفسیر بعضی آیات قرآن تألیف شده‌است. وی جزو معدود زنان ایرانی و مسلمان است که بخش‌هایی از قرآن را تفسیر نموده‌است. از جمله دیدگاه‌های تفسیری وی، برابری زنان و مردان بر اساس استنباط و استخراج شان نزول آیات قرآن است. کتاب «سر دلبران، امام علی از منظر عرفاً و دانشمندان جهان» نیز از آثار وی می‌باشد. کتاب «ایران، نماد قدرت و ایمان و افتخار» نیز مجموعه منظوم از اشعاری با هویت سیاسی اجتماعی عفت شریعتی می باشد.
اخیرا مجموعه آثار عفت شریعتی در قالب و طراحی یکسان اما توسط ناشران مختلف، چاپ شده است.